# Георги Божинов (художник)
Вижте пояснителната страница за други личности с името Георги Божинов.
Георги Божинов (на македонска литературна норма: Георги Божинов) е виден художник от Северна Македония.

## Биография
Роден в 1947 година в източномакедонския град Струмица. В 1972 година завършва Педагогическа академия в Скопие при Вангел Коджоман. Член е на Дружеството на художниците на Македония. Живее и работи в Скопие, Дойран, Охрид, Словения, където работи като преподавател по рисуване в средно училище.
Най-известните мотиви в делата на Георги Божинов са пейзажи и гледки от Македония – села, полета, охридските църкви и манастири, Охридското езеро и стария град. Автори е и на доста портрети. В своето художествено творчество има много цикли, между които „Корени“, „Дойран“, „Жени“.
Участва в много художествени колонии, между които Струмица, Почител, Куманово, Враня, Костаневица на Кърк, Скопие, Велес, Ниш.. Негови творби има в галерии във Враня, Белград, Титоград, Тузла, Почител, Струмица, Метлика, Художествена работилница „Дойран“ и други места. Организирал е много самостоятелни изложби в Струмица, Скопие, Велес, Сърбия и Словения.